# Сухопутні війська Збройних Сил України (монета)
«Сухопу́тні війська́ Збро́йних Си́л Украї́ни»  — ювілейна монета номіналом 10 гривень, випущена Національним банком України, присвячена сухопутнім військам, які є основою та головним носієм бойової могутності Збройних Сил України. Монета спеціальго випуску належить до серії Збройні Сили України.

## Опис та характеристики монети
| Номінал грн | Метал                                    | Маса, грам | Діаметр, мм. | Якість виготовлення | Гурт     | Тираж, штук |
| ----------- | ---------------------------------------- | ---------- | ------------ | ------------------- | -------- | ----------- |
| 10          | сплав на основі цинку з покривом нікелем | 12,4       | 30,0         | анциркулейтед       | рифлений | 1 000 000   |

### Аверс
На аверсі монети розміщено напис — УКРАЇНА (угорі півколом), на дзеркальному тлі зображено емблему Сухопутних військ ЗСУ (у центрі), ліворуч від якої — малий Державний Герб України, праворуч — нарукавний знак Сухопутних військ ЗСУ та логотип Банкнотно-монетного двору Національного банку України; під емблемою: рік карбування монети — 2021 та номінал — ДЕСЯТЬ ГРИВЕНЬ (півколом).

### Реверс

Емблема Сухопутних військ Збройних Сил України

На реверсі зображено — українського воїна зі зброєю (ліворуч) та розміщено стилізовану композицію: на тлі камуфляжу військова техніка, на дзеркальному тлі зображено напис: СУХОПУТНІ ВІЙСЬКА ЗСУ (півколом праворуч).

## Автори
- Художник: Святослав Іваненко.
- Скульптори: Святослав Іваненко (аверс), Віталій Андріянов (реверс; програмне моделювання).[4]

## Вартість монети
До введення монети в обіг 1 грудня 2021 року, Національний банк України розповсюджував монету через властну систему замовлень за номінальною вартістю — 10 гривень.
Приблизна вартість монети з роками змінювалася так:
| Рік       | 2021 | 2022 | 2023 | 2024 | 2025 |
| --------- | ---- | ---- | ---- | ---- | ---- |
| Ціна, грн | 15   | 15   | 23   | 25   | 50   |